# Semidalis scotti
Semidalis scotti là một loài côn trùng trong họ Coniopterygidae thuộc bộ Neuroptera. Loài này được Esben-Petersen miêu tả năm 1928.